# Asureti
Asureti (gruz. ასურეთი) – wieś w Gruzji, w regionie Dolna Kartlia, w gminie Tetrickaro. W 2014 roku liczyła 978 mieszkańców. Jedna z osad Niemców kaukaskich. 